# Ašigaru
Ašigaru je označení japonské lehké pěchoty. „Aši“ je japonsky noha, v tomto případě jde o označení pěchoty, která mohla být bez brnění. Zbraní ašigaru mohlo být cokoliv, kopí, luky, později i střelné zbraně.[chybí lepší zdroj]